# Enicospilus quietus
Enicospilus quietus là một loài tò vò trong họ Ichneumonidae.